# 第二次蘇黎世戰役
第二次蘇黎世戰役（法語：Deuxième bataille de Zurich）發生於1799年9月25至1799年9月26日，是第二次反法同盟中的一場關鍵戰役，安德烈·馬塞納在此戰擊敗由亞歷山大·科薩科夫指揮的奧地利-俄羅斯聯軍，成功打破第一次蘇黎世戰役後長達三個月的僵局，並成功逼退蘇沃洛夫的軍隊。此戰後俄國遠征軍大多已損失慘重，迫使俄國退出第二次反法同盟。

## 經過
8月26日，卡尔大公率主力撤出瑞士，前往下萊茵準備作戰，僅留下霍策將軍指揮的2萬餘人。後者將協同科爾薩科夫將軍指揮的俄軍，與马塞纳將軍指揮的法軍對峙，直到苏沃洛夫元帥從北意大利趕來。至於法軍方面，由於馬塞納統領的「瑞士軍團」為法軍中最強大的軍團，加上他在8月中旬的作戰也表現良好，自然成為法國政府倚重的將領，並得令主動進攻。科爾薩科夫負責防守從阿勒河、莱茵河交界到苏黎世湖東側的烏茨納赫，沿途經利馬特河與蘇黎世湖的北側戰線，並將部分部隊沿利馬特河一線部署，主力部隊集中在苏黎世湖旁，而霍策則負責防守烏茨納赫以南，沿途泥流林特河而上的南側戰線。9月11日，蘇沃洛夫從北意大利阿斯蒂動身，計劃經貝林佐納與聖哥達山口，沿羅伊斯河谷推進至阿尔特多夫，繼續推進從南側進攻法軍。
9月25日上午5時，法軍主力部隊經迪蒂孔強渡利馬特河，抵達右岸後與俄軍爆發激烈交火，同時不斷運送部隊並架設浮橋，最終殲滅俄軍前衛部隊。與此同時，法軍左翼部隊也在阿勒河、利馬特河交界的弗羅伊登瑙佯攻，牽制北側俄軍使其無法支援友軍。之後，法軍右翼部隊進攻錫爾河附近的俄軍主力陣地，而法軍主力部隊也分成幾支部隊，分別擋住北側俄軍與其主力會合，以及迂迴俄軍主力，最終經過激烈戰鬥後攻佔蘇黎世山，迫使科爾薩科夫將錫爾河畔的俄軍調入蘇黎世城內。而在南翼戰場，苏尔特將軍指揮的法軍強渡林特河，擊敗當面的奧軍部隊，並擊斃其司令霍策。9月26日，俄軍再度進攻利馬特河畔的法軍，意圖掩護大部隊撤出蘇黎世，然後在法軍的追擊下匆忙撤往沙夫豪森等地。蘇沃洛夫在施維茨接收到友軍慘敗的情報後，決定立即停止向東經阿尔卑斯山撤退，安全地抵達福拉尔贝格州。之後，馬塞納轉攻科爾薩科夫部，後者損失3,000人後於10月18日抵達林道，在該地與蘇沃洛夫部會合，然後於11月6日抵達伊勒河與萊希河間。俄羅斯沙皇保罗一世對戰局大為震怒，下令俄羅斯軍隊啟程返國，並拒絕舉行凱旋式。

## 註腳
1. ↑  David G. Chandler. . Scribner. 1 December 2009: 258  [20 April 2013]. ISBN 978-1-4391-3103-9. （原始内容存档于2022-05-14）.
2. ↑  Duffy 1999，第157頁.
3. ↑  Blanning（1996年），第252页
4. 1 2  克劳塞维茨b（2019年），第115-119页
5. ↑  Marshall-Cornwall（1965年），第88页
6. ↑  克劳塞维茨b（2019年），第120-129页
7. ↑  克劳塞维茨b（2019年），第148-154页
8. ↑  Blanning（1996年），第254页
9. ↑  Rothenberg（1995年），第79页
10. ↑  Esdaile（2018年），第286页
11. ↑  Phipps（1926年），第161-163页
12. ↑  Phipps（1926年），第161-164页
13. ↑  布萊寧（2018年），第807页